# Schloss Ried
Schloss Ried oder Burg Ried ist eine eher kleine Burg ohne schlossartige Elemente nördlich von Bozen am Eingang des Sarntals in Südtirol, Italien. Heute ist Schloss Ried ein administratives Kuriosum. Obwohl es auf der orographisch rechten Seite der Talfer liegt, gehört es zur ansonsten ausschließlich links der Talfer verbleibenden Gemeinde Ritten.

## Lage
Hinter dem bekannten Schloss Runkelstein verbreitert sich das Sarntal zu einem kleinen Kessel, worauf es sich wieder verjüngt. Diesen früher strategisch wichtigen Kessel machte sich die ehemalige Wasserburg Ried zunutze. Im Mittelalter wurden ihre Mauern von den Wassern der Talfer umspült, heute fließt diese keine zwanzig Meter an der Burg vorbei. Schloss Ried gehört zu den wenigen Burganlagen, die niemals erobert wurden. 

## Geschichte
Die Anlage wurde vermutlich um 1200 erbaut und gegen Mitte des 13. Jahrhunderts um Wohnbauten, Zwinger und eine Burgkapelle erweitert. 1225 erscheint der Ministeriale Heinrich de Riade (Ried). Das Stammwappen der Herren von Ried war auf goldenem Feld ein schwarzer Hahn.

Wappen derer von Ried in verwechselter Tinktur

Gegen Ende des 13. Jahrhunderts befand sich die Burg im Besitz der Edelfreien von Wangen. 1307 wurde die Burg an die Gemahlin Herzog Ottos von Kärnten-Tirol verkauft. In der Folge wurde die Burg als tirolisch-habsburgisches Pfleggericht an beamtete Gerichtspfleger ausgegeben; so fungierte im Jahr 1465 ein Lenhart Ortwegker als pfleger ym Rit bey Botzin.  Ab 1501 verwendete König Maximilian I. die Burg als Zollstätte am kurz zuvor angelegten Sarntaler Talweg, 1509 war die Anlage im Besitz der Liechtensteiner. 1549 kaufte der Rat und Hofsekretär Kaiser Maximilian II. Christoph Khuepacher das Schloss von Stephan Stoß. Am 1. Oktober 1558 erhielt er die Genehmigung zur Führung des Prädikates "von und zu Ried" und eine Wappenmehrung mit den erloschenen Herren von Ried. Das teilweise in den Freiherrenstand erhobene Geschlecht nannte sich später von Kuepach zu Ried, Zimmerlehen und Haselburg. Im 19. Jahrhundert gelangte die Burg an die Freiherren von Ingram, die es wiederherstellen und schlossartig ausbauen ließen.
Der vor den Türken geflohene mehrfache (vgl. Liste der Herrscher der Moldau) Wojwode des Fürstentums Moldau, Petre Şchiopul (auch Peter der Lahme), bekam von Wien seinerzeit hier den Aufenthalt zugewiesen. Sein Grabstein befindet sich im Franziskanerkloster Bozen. Der Bozner Messeumzug vom Frühjahr 1921, der den Bozner Blutsonntag auslöste, hätte ursprünglich bis Schloss Ried führen sollen, wurde aber aufgrund der faschistischen Übergriffe abgebrochen.  Heute befindet sich die gut erhaltene Anlage in Privatbesitz und ist nicht zu besichtigen.